# Familjen Ashton
Familjen Ashton (eg. A Family at War) var en brittisk TV-serie 1970-72. Handlingen utspelar sig 1938-1945 i Liverpool och fokuserar främst på de civilas liv och umbäranden under denna tid. Sändes i SVT från hösten 1970 och framåt. Den omfattar 52 avsnitt varav avsnitt 25 till 32 var i svartvitt på grund av personalstrejk.

## Personer
- Edwin Ashton (fadern i familjen Ashton) - Colin Douglas
- Jean Ashton (modern i familjen Ashton) - Shelag Fraser
- Margaret Ashton (dotter) - Leslie Nunnerly
- David Ashton (son) - Colin Campbell
- Sheila Ashton (Davids fru) - Coral Atkins
- Philip Ashton (son) - Keith Drinkel
- Freda Ashton (dotter) - Barbara Flynn
- Robert Ashton (son) - David Dixon
- Sefton Briggs (Jeans bror) - John McKelvey
- Tony Briggs (Seftons son) - T.R. Bowen
- John Porter (Margarets man) - Ian Thompson
- Ian Mackenzie - John Nettles